# 沙袋

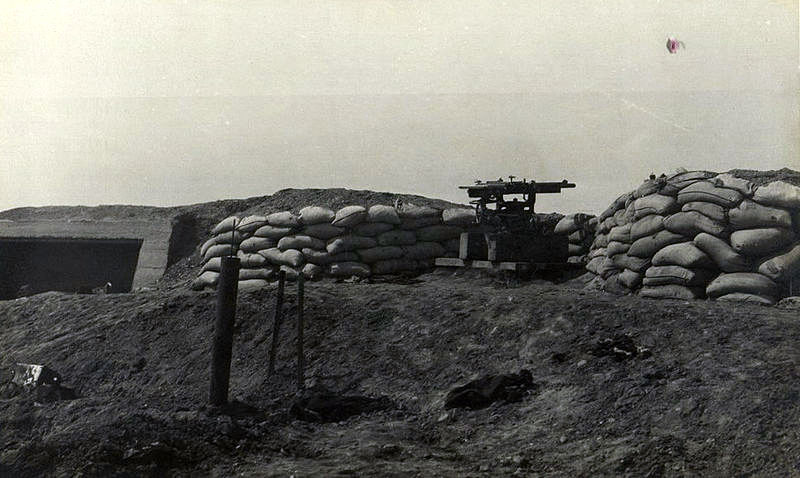

沙袋（英語：Sandbag，或），又稱沙包，土嚢，以沙石或土壤裝入袋子之中，用以防洪，或作為工程、軍事防禦之用。袋子的材質，可以是麻布、棉布、或是塑膠材質。它的好處是價格便宜，製造快速，可以作為臨時工程之用。
優點是沙袋和沙子價格低廉。空的沙袋緊湊輕便，易於儲存和運輸。可以將它們空運到現場，然後用當地的沙子或土壤填充。缺點是裝沙袋需要大量勞力。如果沒有適當的培訓，沙袋牆可能會搭建不當，導致用於防洪時在低於預期的高度就倒塌。一旦展開，沙袋會在陽光和自然因素的侵蝕下過早降解。它們也會被洪水中的污水污染，使得洪水退卻後難以處理。在軍事上，用沙袋臨時加固坦克或裝甲運兵車對火砲無效（儘管它可以防禦一些小型武器）。
傳統上，沙袋是用鏟子手工填充的。自1990年代以來，機器填充變得越來越普遍，使得工作能夠更快、更有效率地完成。
2021年9月13日，青海省第七届少数民族传统体育运动会在海东市乐都区开展举沙袋项目。

## 其他用途
沙袋也可用作氣球、展覽活動、博覽會、展覽、商展、展示會、劇院佈景的一次性配重物。一些臨時建築標誌或廣告看板也用沙袋固定，以防止被風吹倒。
第二次世界大戰期間，沙袋也被用作美國坦克的臨時“軟裝甲”，目的是保護坦克免遭德國反坦克砲彈的射擊，但基本上沒有效果。
沙袋也可以放在車內，以便在惡劣天氣下增強牽引力（通常放在驅動輪上方，增加沙袋重量可以提高牽引力）。如果車輛陷在沙裡，可以取出沙子直接鋪在濕滑的路面上，從而大大提高牽引力。越野愛好者也會用沙袋取代沙盤或沙梯，幫助車輛在陷進鬆軟的沙地後獲得牽引力和動力。沙袋還可以用來填補深坑或溝渠。沙袋不僅重量輕、佔用空間小（空時），而且比其他任何選擇（沙盤、沙梯、多功能沙袋等）都要便宜得多。
沙袋通常用於暫時穩定土壤，防止土壤侵蝕，例如那些地基被巨浪破壞的海濱建築。沙袋也用於建造土袋建築，以建造廉價、環保的永續性住宅。此外，沙袋也常用於長槍射擊，尤其是步槍或狙擊步槍的槍托射擊，因為它能為武器提供支撐，減少射擊時的晃動。
各種尺寸和重量的沙袋都可以用來運動或進行負重訓練。
沙袋用於電影、錄影帶和戲劇製作的安全保障。沙袋通常用作便攜式重物，以降低輕型支架或C型支架的重心。輕型支架或C型支架通常底座較小，用於放置高架頂部的重物。散彈袋是另一個用於相同目的的靈活重物。

## 外部連結
- A guide from Sandbags Online: Everything you ever wanted to know about sandbags, but were too afraid to ask （页面存档备份，存于）
- California Department of Water Resources - Flood Fighting at home, How to fill and place sandbags （页面存档备份，存于） (PDF)
- California Department of Water Resources and the California Conservation Corps - Flood fighting Methods （页面存档备份，存于） (PDF)
- US Army Corps of Engineers Sandbagging pamphlet （页面存档备份，存于） (PDF)
- FEMA - Flood Response manual for Community Emergency Response Teams, including sandbagging techniques （页面存档备份，存于） (PDF)
- US OSHA recommendations for safely Filling, Moving and Placing Sandbags During Flooding Disasters （页面存档备份，存于）